# Fulham Railway Bridge
Il Fulham Railway Bridge attraversa il fiume Tamigi a Londra. È molto vicino a Putney Bridge e su di esso passa la Linea District della Metropolitana di Londra tra le stazioni di Putney Bridge a nord e East Putney a sud. Il Fulham Railway Bridge può essere attraversato anche a piedi, sul lato a valle (est).
Originariamente indicato dai suoi ingegneri progettisti, W.H. Thomas e William Jacomb, come Putney Railway Bridge (che è ancora chiamato qualche volta), non ha un nome ufficiale,
 ma per oltre cento anni è stato conosciuto colloquialmente come "The Iron Bridge".

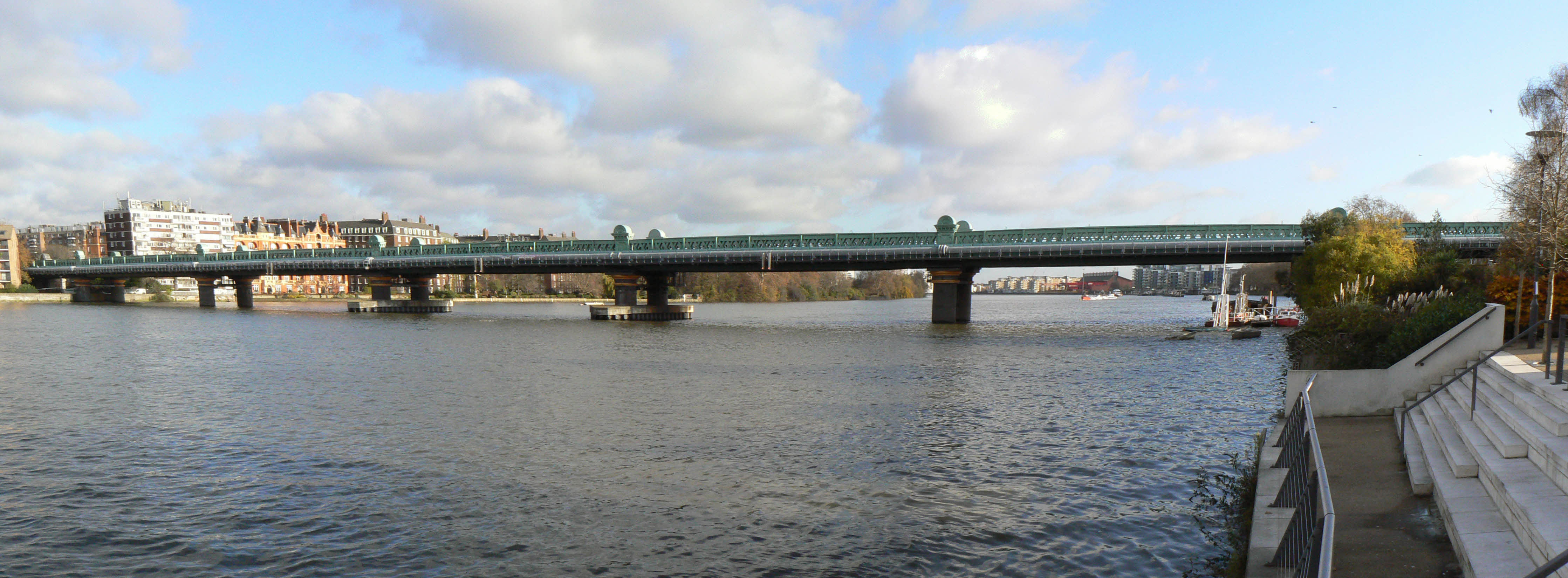
Panorama del ponte ferroviario di Fulham che guarda a valle

## Storia
Il ponte è di costruzione a traliccio lungo 418 metri, con 5 campate per un totale di 301 metri attraverso il fiume. Ci sono poi altre due campate sulla sponda meridionale e una a nord. Fu progettato per la London and South Western Railway dall'ex assistente di Brunel, William Jacomb, costruito da Head Wrightson e inaugurato nel 1889.
È stato ristrutturato tra il 1995 e il 1997 per la metropolitana di Londra da Tilbury Douglas Construction Limited (ora Interserve), e in quella occasione è stata affissa una targa con il titolo Fulham Railway Bridge al pilastro in cima alla scala pedonale sulla Lato sud a valle del ponte.